# Sebastiano Sciuti

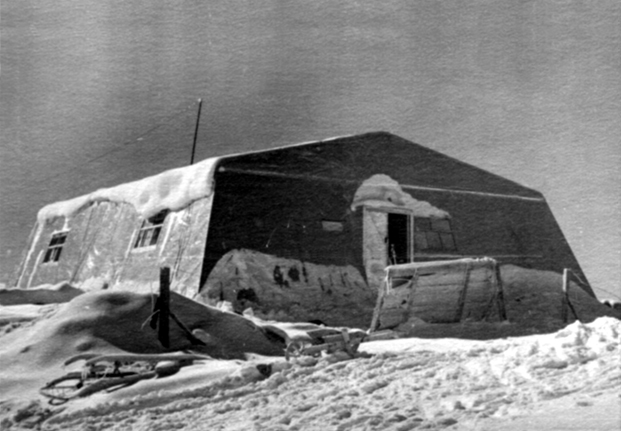
Il laboratorio ad alta quota della Testa Grigia nel 1948 (Breuil, Cervinia, AO).

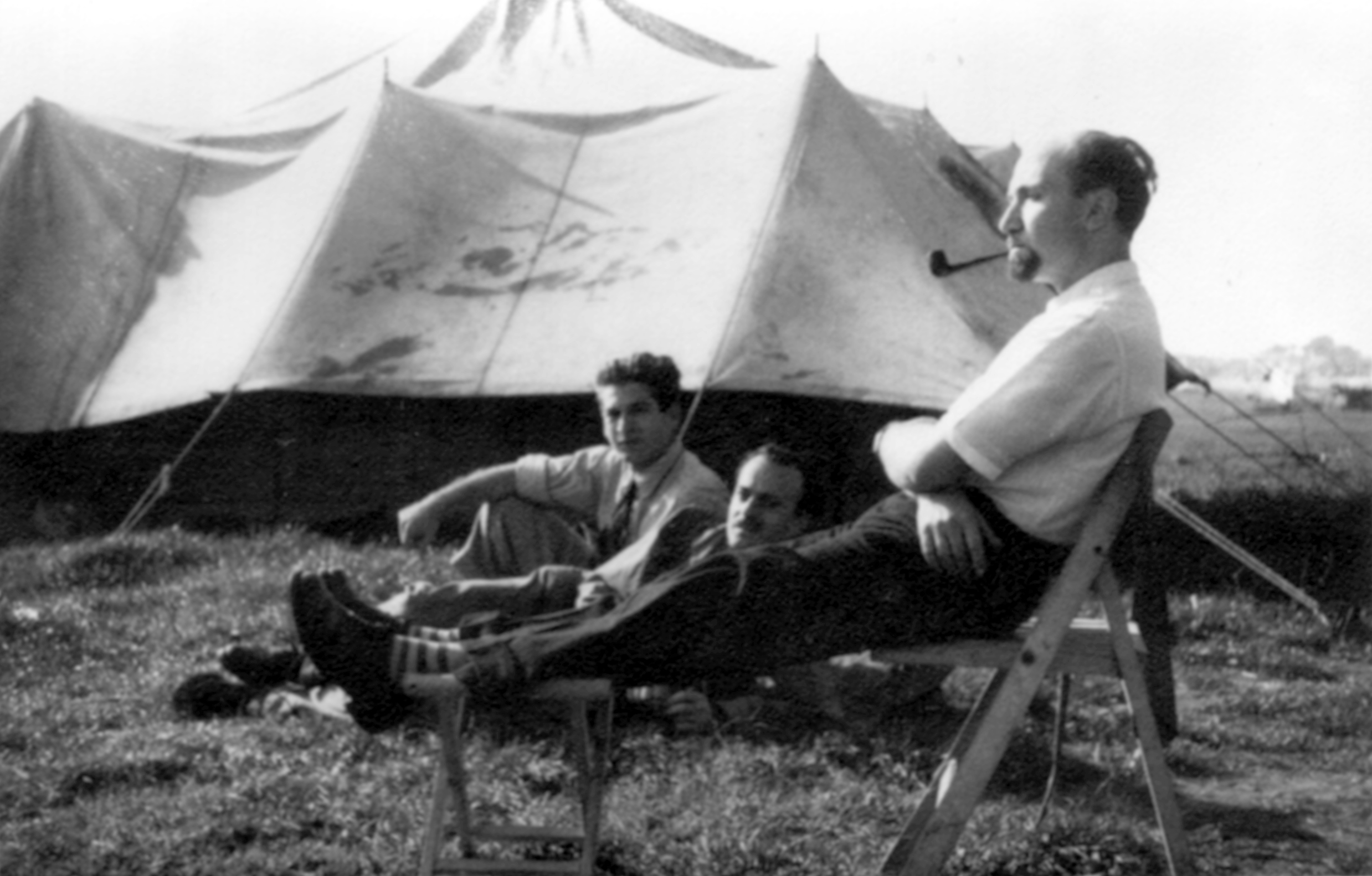
Da sinistra, Brunello Rispoli, Sebastiano Sciuti (seminascosto) e Italo Federico Quercia nel 1948 durante una pausa dello studio dei raggi cosmici presso il Lboratorio della Testa Grigia a Breuil (Cervinia, AO).

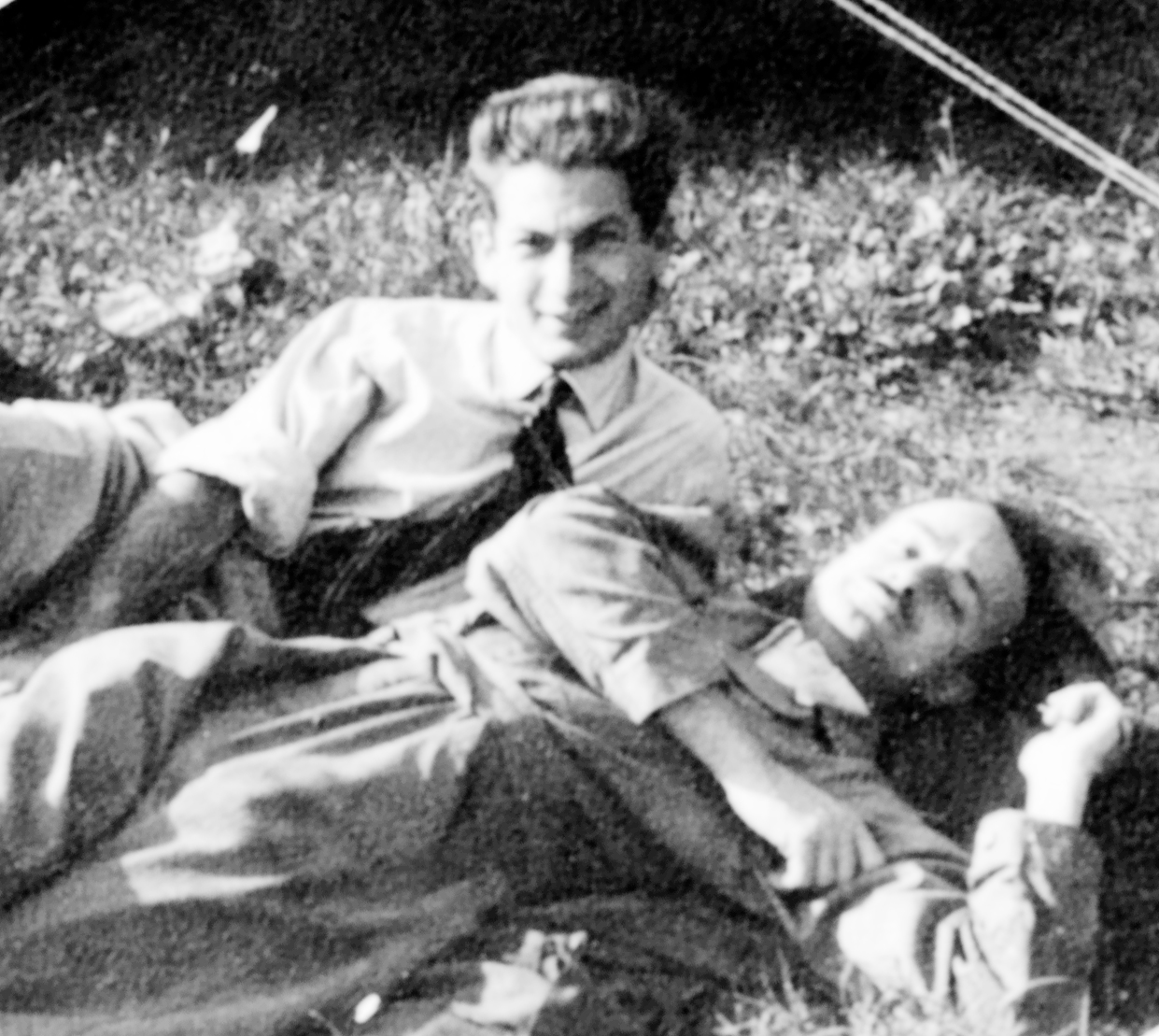
Brunello Rispoli e Sebastiano Sciuti nel 1948 durante una pausa di lavoro a Breuil (Cervinia AO).

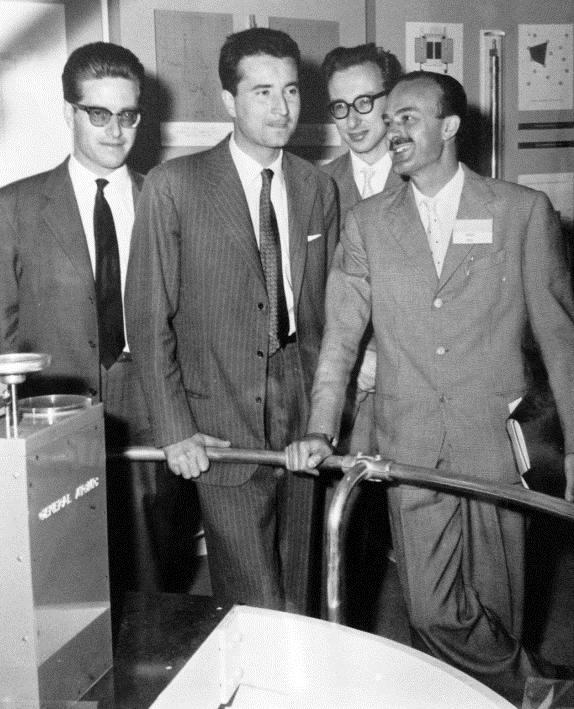
Sebastiano Sciuti (a destra) nel 1963 con un gruppo di colleghi nella hall del reattore TRIGA, presso il Centro di ricerca del CNEN della Casaccia.

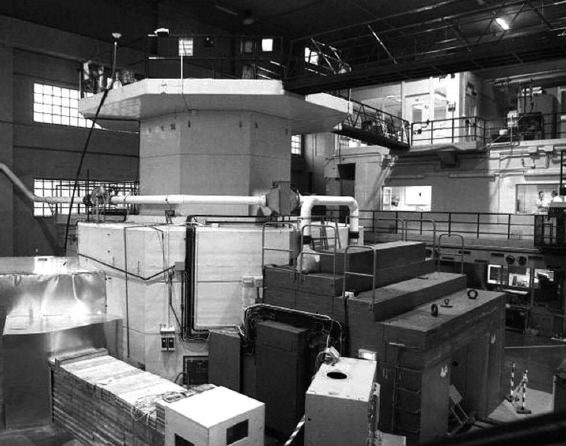
Il reattore TRIGA (Training Research Isotopes General Atomics).

Sebastiano Sciuti (Napoli, 5 giugno 1917 – Roma, 8 marzo 2016) è stato un fisico italiano.Oltre che per le ricerche nel campo della fisica e dell’ingegneria nucleare, è noto soprattutto per lo sviluppo di metodologie atomiche e nucleari applicabili alle analisi non distruttive in campo fisico, meccanico, chimico e biologico. Le metodologie da lui ideate e sviluppate furono da lui stesso applicate all’analisi non distruttiva delle opere d’arte, campo nel quale sono divenute sempre più preziose e utilizzate.

## Biografia
Figlio di Michele Sciuti, celebre neuropsichiatra, direttore dell’Ospedale psichiatrico “Leonardo Bianchi” di Napoli, e di Cesarina Ghe. Nipote del pittore siciliano Giuseppe Sciuti. Coniugato con Maria Grazia Buscaino nel 1949.
Visse a Napoli con la famiglia, in seno alla quale ebbe il nomignolo affettuoso di Dodo, che fu sempre utilizzato da parenti e amici.
Negli anni del liceo fu profondamente impressionato dagli interventi tenuti da Orso Mario Corbino sulle frontiere della fisica moderna e da Enrico Fermi in occasione della XXIII Riunione della Società Italiana per il Progresso delle Scienze (SIPS) che si tenne a Napoli dall’11 al 17 ottobre 1934. Come dichiarò lui stesso nel corso di un’intervista, fu allora che decise di dedicarsi alla fisica.
Iniziò a frequentare la Facoltà di Scienze (Fisica) della Regia Università di Napoli a soli 17 anni, trovandovi come compagni di corso Gilda Senatore, Nella Altieri, Laura Mercogliano, Nadia Minghetti e Mario Cutolo.
Studiò sotto la guida di Antonio Carrelli (direttore dell’Istituto di Fisica), Gaetano Scorza (Geometria analitica) e Renato Caccioppoli (Analisi matematica). Assistette anche alle lezioni di Fisica teorica tenute da Ettore Majorana.
Il corso di Majorana, chiamato in cattedra a Napoli nel novembre 1937, iniziò il 13 gennaio 1938 ma si interruppe alla fine di marzo, quando Majorana sparì misteriosamente. Prima di sparire, Majorana scrisse una lettera all’amico Giovanni Gentile jr., datata 2 marzo 1938, nella quale esternò il proprio apprezzamento per la qualità degli studenti che aveva trovato a Napoli, citando in particolare Sebastiano Sciuti. Questa menzione attirò su Sciuti l’interesse degli investigatori incaricati dell’indagine sulla scomparsa del fisico, che lo interrogarono nella speranza di averne nuovi elementi utili alle indagini.
Negli anni dell’università, Sciuti ebbe anche l’occasione di recarsi a Roma, presso l’Istituto di fisica di Via Panisperna, per assistere ad alcune lezioni tenute da Orso Mario Corbino e da Edoardo Amaldi.
Si laureò nel dicembre del 1938, a soli 21 anni, svolgendo una tesi di spettroscopia su quelli che all’epoca erano detti “raggi restanti”, raggi di luce monocromatica nella banda dell’ultrarosso chiamati così in quanto selezionati da una sorgente luminosa attraverso riflessioni multiple su specchi di pietra levigata.
Dopo la laurea iniziò a lavorare presso l’università di Napoli come assistente incaricato di Antonio Carrelli, titolare della cattedra di Fisica.
Nel 1939 fu costretto ad interrompere l’attività scientifica e universitaria per svolgere il servizio militare a Pavia. Dopo aver frequentato il corso allievi ufficiali di complemento fu assegnato all’Istituto Superiore per le Comunicazioni, allora ubicato a Roma in viale Mazzini, dove oggi è la sede della RAI. Lo scoppio della guerra, nel 1940, lo trovò nella posizione di sottotenente del Genio, veste nella quale continuò a prestare servizio presso l’Istituto Superiore delle Comunicazioni fino al 1945. Presso l’Istituto incontrò Oreste Piccioni e Franco Lepri. Piccioni, con il quale Sciuti stabilì un rapporto di profonda amicizia, lo presentò prima a Gilberto Bernardini e poi a Edoardo Amaldi, che erano stati allievi di Enrico Fermi presso l’Istituto di Fisica di Via Panisperna a Roma.

## Attività di ricerca

### Raggi cosmici
Alla fine della guerra, Sciuti iniziò a lavorare nel campo dei raggi cosmici presso l’Istituto di Fisica di Roma, sotto la guida di Gilberto Bernardini e Edoardo Amaldi, accanto a Italo Federico Quercia e a Brunello Rispoli. Con loro, a partire dal 1946, studiò la fisica dei raggi cosmici e dei mesoni al livello del mare – presso l’Istituto di Roma – sotto terra – a Montorio al Vomano, vicino a Teramo, nella galleria di una centrale idroelettrica – e in alta quota, prima utilizzando un aereo acquisito come residuato bellico, poi presso il laboratorio della Testa Grigia, collocato sul Plateau Rosa, sopra Cervinia, a 3.500 metri di quota, voluto e realizzato da Gilberto Bernardini e da Ettore Pancini.
Presso il laboratorio della Testa Grigia il gruppo dei ricercatori romani di cui Sciuti faceva parte si alternò con quelli provenienti da Torino e Milano, che comprendevano Giorgio Salvini, Antonino Mura, Guido Tagliaferri, Antonio Lovati e Bruno Brunelli. Era l’epoca in cui le apparecchiature utilizzate per le ricerche dovevano essere costruite interamente dagli stessi ricercatori con componenti dismessi dagli Alleati e reperiti nei campi di recupero dell’ARAR (Azienda Rilievo Alienazione Residuati).
Fu lo stesso Gilberto Bernardini a volere che i risultati delle ricerche da lui affidate a Quercia, Rispoli e Sciuti nel biennio 1946-47 fossero pubblicati sul Nuovo Cimento e sulla Physical Review a nome dei tre ricercatori, rinunciando ad apporvi anche la propria firma.

### Fisica dei reattori
Al termine del lavoro sui raggi cosmici, che si protrasse fino al 1956-1957, contrariamente ad altri fisici con i quali aveva lungamente collaborato, Sciuti non partecipò alla realizzazione del Sincrotrone dei Laboratori Nazionali di Frascati. Amaldi preferì metterlo in contatto con il neonato Comitato Nazionale per le Ricerche Nucleari (CNRN) guidato da Francesco Giordani, che aveva il difficile compito di studiare e sviluppare in Italia la tecnologia dei reattori nucleari a fissione.
Presso il CNRN, poi trasformato in Comitato Nazionale per l’Energia Nucleare (CNEN) e infine in ENEA, Sciuti divenne direttore del Laboratorio di Fisica nucleare applicata associato al reattore TRIGA acquistato negli USA presso la General Atomics e installato presso il Centro di ricerca della Casaccia. Qui si occupò di fisica dei nuclei e studiò le reazioni indotte da neutroni e raggi gamma monocromatici derivati dal reattore. Si trattò del primo laboratorio italiano che consentiva di studiare la fisica dei nuclei e la struttura della materia avvalendosi delle enormi possibilità offerte da un reattore nucleare.
Il reattore del laboratorio raggiunse la prima criticità ed entrò in funzione nel 1960 con una potenza termica di 200 kW. Nel 1967, su progetto dello stesso Sciuti e degli altri ricercatori, la potenza termica fu elevata a 1 MW. Presso i laboratori della Casaccia Sciuti collaborò con Antonio Paoletti, Marino Giannini, Filippo Menzinger, Daniele Prosperi e altri. Qui ritrovò anche Bruno Brunelli, che dirigeva il Laboratorio dei gas ionizzati, e frequentò Carlo Polvani, che dirigeva il Laboratorio di biologia e protezione sanitaria, e Gian Tommaso Scarascia Mugnozza, che guidava quello di agrobiotecnologie.

## Attività accademica
Dopo le prime esperienze accademiche maturate presso l’università di Napoli, appena laureato, come assistente incaricato di Antonio Carrelli, titolare della cattedra di Fisica, nel 1964 Sciuti divenne professore straordinario e dal 1964 al 1967 assunse la cattedra di Struttura della materia presso l’università di Catania, dove ritrovò l’amico Italo Federico Quercia e frequentò Carmelo Milone ed Emilio Agodi.
Quasi subito tornò a Roma, richiamato dalla facoltà di Ingegneria della Sapienza, dove contribuì ad organizzare il nuovo corso di laurea in Ingegneria nucleare, assumendovi la titolarità della cattedra di Fisica nucleare, che manterrà fino al 1994, contribuendo a formare molte generazioni di ingegneri nucleari.

## Tecnologie per l'Arte

### Analisi non distruttive

Caravaggio, L'incredulità di San Tommaso (Potsdam, Bildergalerie).

A partire dal 1967, senza trascurare l’attività accademica, Sciuti si dedicò allo sviluppo di metodologie atomiche e nucleari applicabili alle analisi non distruttive in campo fisico, meccanico, chimico e biologico. Le sue attività portarono, alla fine degli anni Sessanta, alla costituzione del Laboratorio di Analisi Non Distruttive e Archeometria (LANDA) presso il Dipartimento di Ingegneria Nucleare dell’Università di Roma Sapienza (oggi Dipartimento di Energetica), nel cui ambito opererà a lungo con i suoi collaboratori R. Cesareo, F. V. Frazzoli, C. Mancini, L. Storelli e G.E. Gigante.
Le metodologie di analisi non distruttiva da lui studiate e sviluppate trovarono un nuovo e vastissimo campo di impiego nello studio delle opere d’arte, campo nel quale Sciuti e i suoi collaboratori svilupparono e impiegarono, per la prima volta in Italia, sistemi portatili per l’analisi non distruttiva in situ delle opere d'arte.

### Archeometria

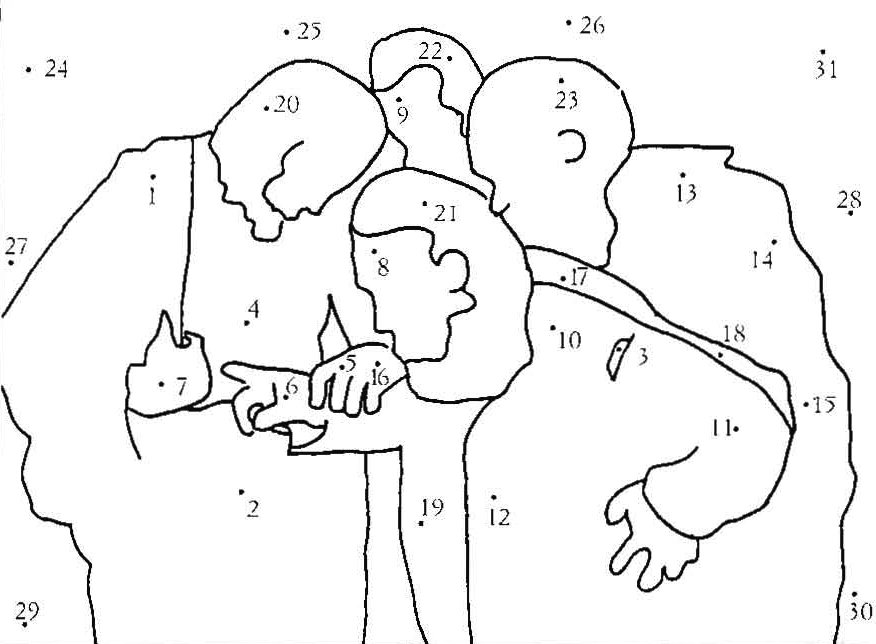
Caravaggio, L'incredulità di San Tommaso. Posizione dei punti di analisi con tecniche non distruttive.

Con l'applicazione delle tecniche di analisi non distruttiva alle opere d'arte, Sciuti e i suoi collaboratori del laboratorio LANDA diedero impulso anche in Italia alla nuova disciplina dell'Archeometria. Iniziò allora una lunga collaborazione del LANDA con l’Istituto Centrale del Restauro di Roma e con il Gabinetto di ricerche scientifiche dei Musei Vaticani che consentì di migliorare ulteriormente le tecnologie sviluppate con riferimento ad esigenze di indagine specifiche.
Nel 1972 Sciuti pubblicò, con i suoi collaboratori, il primo lavoro italiano sulla rivista “Archaeometry” e organizzò per conto dell’Accademia Nazionale dei Lincei una conferenza internazionale sul tema "Applications of Nuclear Methods in the field of Works of Art". Queste iniziative, che ebbero ampia risonanza internazionale, contribuirono fortemente allo sviluppo dell’Archeometria in Italia.
L’ulteriore sviluppo delle tecniche di indagine non distruttiva lo portò, tra il 1983 e il 1994, a svolgere le prime campagne sistematiche per lo studio in situ di dipinti antichi. In questo periodo, in collaborazione con Corrado Maltese e Giovanni E. Gigante, svolse ricerche su una ventina di dipinti del Caravaggio, di Raffaello, di Michelangelo e del Veronese.
Le medesime tecniche furono da lui utilizzate per analizzare opere antiche quali affreschi, gioielli, libri e sculture; tra queste ultime, le antiche sculture in bronzo della Lupa Capitolina (1999) e della Chimera di Arezzo.
Tra il 1982 e i primi anni Novanta collaborò con i colleghi Corrado Maltese e Franco Salvetti alle attività dell’Associazione AST - Arte, Scienza e Tecnologia, con particolare riferimento alla partecipazione nel 1986 alla XLII Biennale di Venezia, intitolata proprio “Arte e Scienza”, e alla pubblicazione del volume “La fabbrica dei colori”.

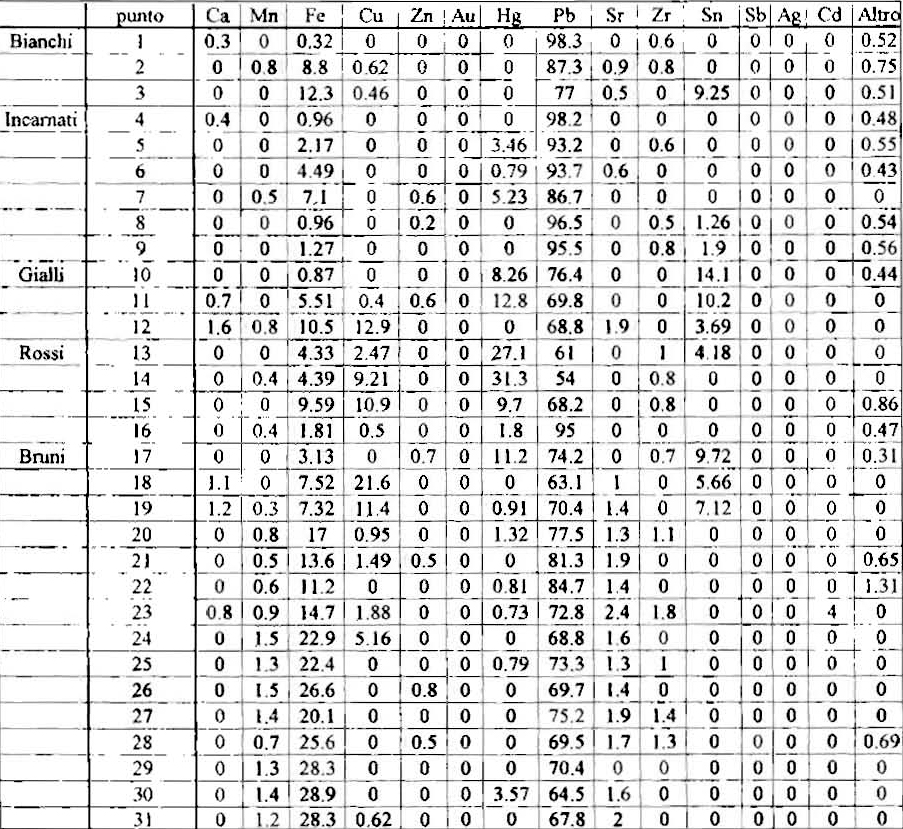
Caravaggio, L'incredulità di San Tommaso. Composizione dei pigmenti nei punti sottoposti ad analisi non distruttiva.

Tra il 1989 e la metà degli anni Novanta, l’équipe guidata da Sciuti, in collaborazione con il Gabinetto di ricerche scientifiche dei Musei Vaticani diretto da Nazareno Gabrielli, analizzò i pigmenti utilizzati nell’affresco del Giudizio Universale di Michelangelo nella Cappella Sistina, fornendo una caratterizzazione puntuale dei pigmenti originali, di quelli utilizzati nei successivi restauri, nelle lucidature e nelle coperture censorie delle nudità che valsero a Daniele da Volterra il nomignolo di Braghettone.
Nel 2001 Sciuti promosse, presso l’Accademia dei Lincei, un convegno internazionale sul tema “Archaeometry in Europe in the Third Millennium”, che si svolse a Roma il 29-30 marzo 2001, consacrando definitivamente l’archeometria italiana a livello internazionale.
Sciuti proseguì le sue attività anche negli anni Duemila, continuando a dirigere e ad orientare il lavoro del LANDA e partecipando alle attività dell’Associazione Italiana di Archeometria (AIAR), di cui era stato co-fondatore alla fine degli anni Novanta.

## Riconoscimenti
Per gli studi sulle opere d’arte, nel 1992 gli fu assegnato il Premio del ministro dei beni culturali e ambientali della classe di Scienze fisiche, matematiche e naturali dell’Accademia Nazionale dei Lincei.
Nel 1994 fu insignito del titolo di Professore emerito di Fisica nucleare dall’Università di Roma Sapienza.
Per l'attività di tutela dei beni storico-artistici, nel 1998 fu insignito dal Presidente della Repubblica Oscar Luigi Scalfaro della Medaglia d'oro ai benemeriti della cultura e dell'arte.
Nel primo anniversario della sua scomparsa, alla presenza della nipote prof.ssa Chiara Campanella, il 6 aprile 2017 gli fu intitolato il laboratorio LANDA del dipartimento di Energetica dell’Università di Roma Sapienza.

## Opere scientifiche
L'elenco completo delle opere scientifiche di Sebastiano Sciuti, comprendente un centinaio di pubblicazioni, è pubblicato in Luisa Bonolis (a cura di), Maestri e allievi nella Fisica italiana del Novecento, Capitolo 2: “Sebastiano Sciuti”, Collana Percorsi della Fisica, La Goliardica Pavese, Pavia, 2008.